# 宋紀妍
宋紀妍（1986年7月23日—），本名沈海欣，台灣女模特兒，女演員。

## 生平
在《大學生了沒》以「海星」為名擔任節目固定班底，由於貌似吳克群的外表，加上平時寡言沉穩，使觀眾建立起她內斂的形象，因而有著「省話」稱號，迅速在演藝圈中受到矚目。後來，經紀公司選擇「宋紀妍」做為藝名沿用至今。代言項目除了絲襪，包括飲料、速食、3C商品、洗面乳、女鞋和胸罩，也拍攝《GQ》、《Beauty》等數支平面雜誌。此外，在電影、戲劇、主持等領域也都有接觸，起初出道時則有參與MV演出，近來發展常見於綜藝節目或談話節目受邀通告而出訪參與。因罹患異位性皮膚炎，所以平日穿著透氣散熱的打扮，對於冬天寒冷的天氣，仍可以耐寒地穿薄薄衣物。

## 家庭
- 2013年5月20日與結識2個月的新東陽總經理麥升陽結婚。
- 2015年產下一女。

## 演出作品

### 電影
- 2011年《變態，無賴，與被夾在中間的女人》

### 電視劇
| 年份   | 頻道                   | 劇名                   | 角色   | 註 |
| ------ | ---------------------- | ---------------------- | ------ | -- |
| 2010年 | 華視                   | 《我的排隊情人》       | 賈凱琳 |    |
| 2011年 | 民視、八大綜合台       | 《華麗的挑戰》         | 鄺美森 |    |
| 2012年 | 公視                   | 《公視人生劇展：蛇杖》 | 趙雅茹 |    |
| 2013年 | 三立都會台、東森綜合台 | 《美味的想念》         | 宋玉欣 |    |
| 2014年 |                        | 《幸福的錯覺》         | 李馨如 |    |
| 待播中 |                        | 《漂亮宝贝》           | 王寶貝 |    |

### MV
- 唐禹哲《最溫柔的懸念》
- 黃鴻升《搞砸了》
- 胡夏《傻瓜探戈》

## 主持作品
- 2013年《爆米花電影院》
- 2013年《MTV NEWS》 
  - 主播

## 外部連結
- 宋紀妍的Facebook專頁
- 宋紀妍的新浪微博
- 宋紀妍在互联网电影资料库（IMDb）上的資料（英文）
- 宋紀妍在豆瓣上的资料（简体中文）